# لوفتفلوت 5

لوفتفلوت 5  (الأسطول الجوي 5) كان أحد الأقسام الرئيسية في لوفتفافه الألمانية في الحرب العالمية الثانية. تم تشكيلها في 12 أبريل 1940 في هامبورغ لغزو النرويج. انتقلت إلى أوسلو، النرويج في 24 أبريل 1940 وكانت المنظمة المسؤولة عن نشاط لوفتفافه في النرويج المحتلة طوال الحرب العالمية الثانية.

## التاريخ
كانت لوفتفلوت 5 مسؤولة عن العمليات الجوية الألمانية أثناء غزو النرويج، وعن الدفاع عن الأراضي المحتلة بعد ذلك. تم تقسيمها إلى تشكيلات تشغيلية مختلفة، تحكم القوات الجوية، وإلى مناطق جوية ( Luftgau ) تتحكم في القوات والمرافق البرية.

## الضباط القادة
- Generalfeldmarschall إرهارد ميلخ، 12 أبريل 1940 - 9 مايو 1940
- Generaloberst هانز يورغن ستومبف، 10 مايو 1940 - 27 نوفمبر 1943
- الجنرال جوزيف كامهوبر، 27 نوفمبر 1943 - 16 سبتمبر 1944